# Антоніо Гонсалес де Агілар-і-Корреа
Дон Антоніо Гонсалес де Агілар-і-Корреа, 8-й маркіз ла Вега де Арміхо, 6-й маркіз Мос (ісп. Antonio González de Aguilar y Correa; 30 червня 1824 — 13 червня 1908) — іспанський політик, тричі міністр закордонних справ, голова уряду Іспанії від грудня 1906 до січня 1907 року.